# Passeio aleatório de tempo contínuo
Na matemática, um passeio aleatório de tempo contínuo (PATC) é uma generalização de um passeio aleatório em que a partícula errante espera por um tempo aleatório entre os saltos. É um processo de salto estocástico com distribuições arbitrárias de comprimentos de salto e tempos de parada. De forma mais generalizada, pode ser visto como um caso especial de um processo de renovação de Markov.

## Motivação
O PATC foi introduzido pelos matemáticos norte-americanos Elliott Waters Montroll e George Herbert Weiss em 1965 como uma generalização do processo de difusão física para descrever efetivamente a difusão anômala, isto é, os casos superdifusivo e subdifusivo. Uma formulação equivalente do PATC é dada por equações mestre generalizadas. Uma conexão entre PATCs e equações de difusão com derivadas de tempo fracionárias foi estabelecida. De forma semelhante, equações de difusão fracionárias de tempo-espaço podem ser consideradas PATCs com saltos continuamente distribuídos ou aproximações em continuidade de PATCs em reticulados.

## Formulação
Uma formulação simples de um PATC consiste em considerar o processo estocástico {\displaystyle X(t)} definido por:
{\displaystyle X(t)=X_{0}+\sum _{i=1}^{N(t)}\Delta X_{i},}
cujos incrementos {\displaystyle \Delta X_{i}} são variáveis aleatórias independentes e identicamente distribuídas que assumem valores em um domínio {\displaystyle \Omega }, sendo {\displaystyle N(t)} o número de saltos no intervalo {\displaystyle (0,t)}. A probabilidade de que o processo assuma o valor {\displaystyle X} no tempo {\displaystyle t} é dada por:
{\displaystyle P(X,t)=\sum _{n=0}^{\infty }P(n,t)P_{n}(X).}
Aqui, {\displaystyle P_{n}(X)} é a probabilidade que o processo assuma o valor {\displaystyle X} depois de {\displaystyle n} saltos e {\displaystyle P(n,t)} é a probabilidade de ter {\displaystyle n} saltos depois do tempo {\displaystyle t}.

## Fórmula de Montroll–Weiss
Denotamos por {\displaystyle \tau } o tempo de espera entre dois saltos de {\displaystyle N(t)} e por {\displaystyle \psi (\tau )} sua distribuição. A transformada de Laplace de {\displaystyle \psi (\tau )} é definida por:
{\displaystyle {\tilde {\psi }}(s)=\int _{0}^{\infty }d\tau e^{-\tau s}\psi (\tau ).}
De forma semelhante, a função característica da distribuição de saltos {\displaystyle f(\Delta X)} é dada por sua transformada de Fourier:
{\displaystyle {\hat {f}}(k)=\int _{\Omega }d(\Delta X)e^{ik\Delta X}f(\Delta X).}
Pode-se mostrar que a transformada de Laplace–Fourier da probabilidade {\displaystyle P(X,t)} é dada por:
{\displaystyle {\hat {\tilde {P}}}(k,s)={\frac {1-{\tilde {\psi }}(s)}{s}}{\frac {1}{1-{\tilde {\psi }}(s){\hat {f}}(k)}}.}
Esta é a chamada fórmula de Montroll–Weiss.

## Exemplos
O processo de Wiener é o exemplo padrão de um passeio aleatório de tempo contínuo no qual os tempos de espera são exponenciais e os saltos são contínuos e normalmente distribuídos.